# グルデヴ急行

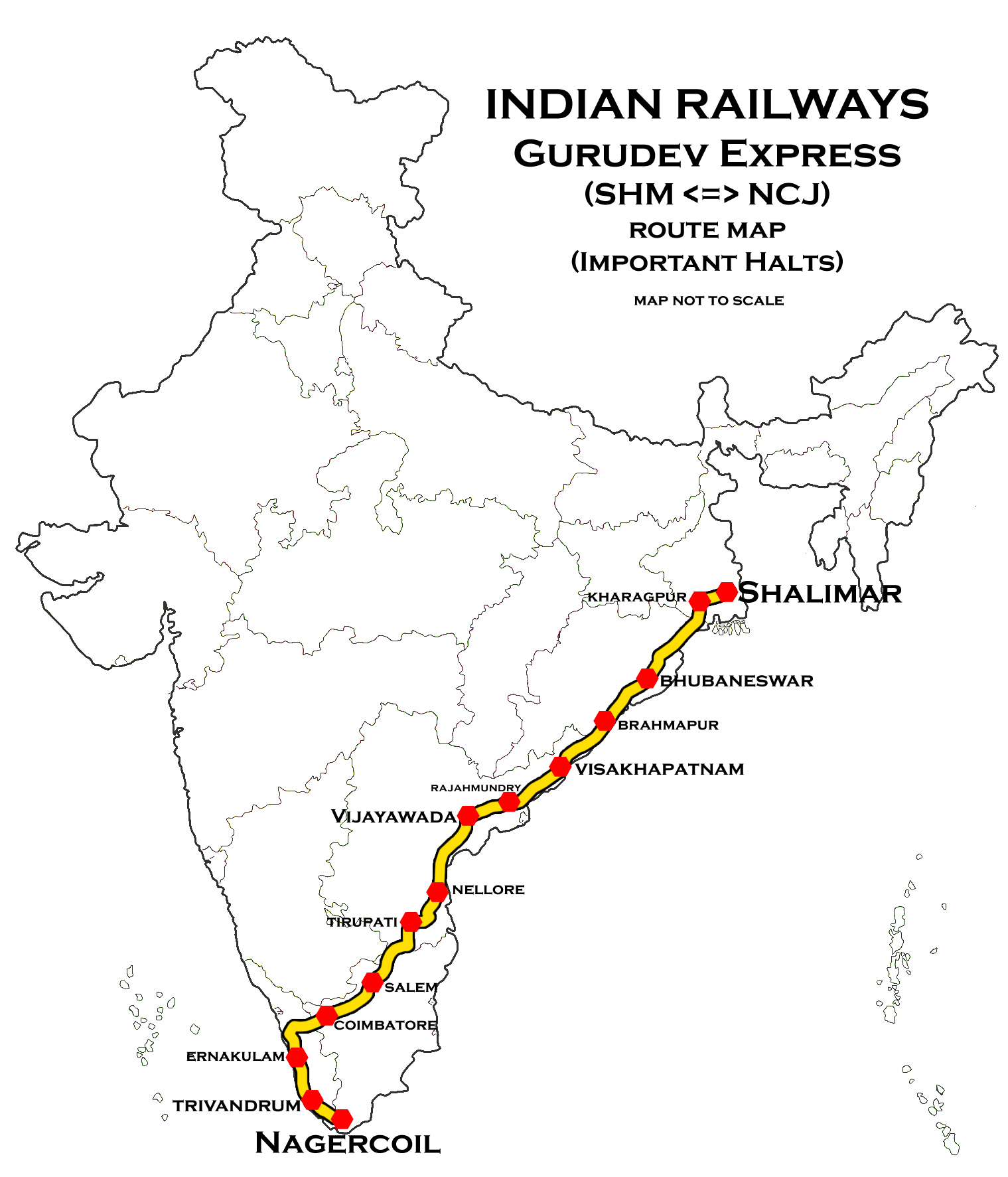
路線図

グルデヴ急行（グルデヴきゅうこう、英語: Gurudev Express、タミル語: குருதேவ் அதிவிரைவு தொடருந்து）は、インドの急行列車の1つ。2001年から営業運転を開始した。

## 概要
2001年から営業運転を開始した急行列車で、ナーガルコーイル・ジャンクション駅とシャリマール駅を結ぶ。名称の「グルデヴ（गुरुदेव）」はヒンディー語で「神の師（グル）」を意味しており、ラビンドラナート・タゴールとスワミ・チンマヤナンダ・サラスワティにちなんで名付けられている。
車両については、運行開始以降インド鉄道の標準型客車であるICF客車が用いられていたが、2025年4月以降、安全性や快適性を向上させた新たな標準型客車のLHB客車に置き換えられている。編成に含まれる車両は以下の通り。
- 冷房2段寝台車（AC Two Tier） - 1両
- 冷房3段寝台車（AC Three Tier） - 7両
- 非冷房寝台車（Sleeper Class） - 8両
- 非冷房2等座席車（General Second Class） - 4両
- バリアフリー対応非冷房2等座席車（Second Class、Divyangjan Friendly） - 1両
- 荷物緩急車（Luggage cum Brake Van） - 1両